# Розкриття фінансової інформації
Розкриття фінансової інформації полягає в наданні інформації, яка сприятиме розумінню фінансового стану суб'єкта господарювання, його результатів і руху грошових коштів і допоможе в оцінці майбутнього руху грошових коштів.

## Історична довідка
Сучасні британські автори називають фінансову звітність в числі 2 найважливіших документів, які компанії мають регулярно надавати Будинку Компаній, — annual return (річна корпоративна декларація) і annual accounts (фінансова звітність).
Однак на момент ухвалення Першої директиви питання розкриття фінансової звітності було каменем спотикання для досягнення компромісу між державами. Ванеса Едвардс, провідна британська авторка з європейського корпоративного права, вказує з цього приводу на те, що: «there was a fierce resistance from Germany to the proposed imposition of financial disclosure requirements on limited liability companies. In Germany in the 1960s no accounting disclosure was required of private limited companies, of which there were 58,000 in 1966 as against 2,400 public companies. There was also strong opposition from France (which required disclosure only by listed companies whose balance sheet exceeded FFr10 million) to compulsory disclosure in general and to disclosure by private companies in particular.»
Підсумком цієї полеміки був компроміс: компанії подібні до société à responsabilité limitée and societa a responsabilita limitata відповідно до законодавств Німеччини, Бельгії, Франції, Італії та Люксембургу були звільнені від обов'язку розголошувати свою фінансову звітність, якщо їх баланси є меншими за значення, вказане в Четвертій директиві № 78/660/EEC Ради Європейських Спільнот «Про річну звітність деяких типів господарських товариств». Стаття 11 і стаття 47 цієї Директиви надає державам-членам право дозволити господарським товариствам, які станом на звітну дату відповідають двом із трьох критеріїв, оприлюднювати скорочений баланс (в обсязі, передбаченому цією ж статтею Директиви) і не публікувати взагалі звіти про прибутки і збитки, річні звіти і висновки осіб, які відповідають за аудит звітності. Станом на 2007 р. ці критерії є такими:
- валюта балансу — не більше 4 500 000 євро,
- чистий обіг — не більше 8 800 000 євро,
- середньосписочне число працівників у звітному році — не більше 50.

Якщо станом на звітну дату господарське товариство перестає задовольняти двом із зазначених трьох критеріїв, стаття 11 не застосовується лише якщо такий стан триває протягом 2 звітних років підряд.
Стаття 27 Директиви встановлює більш високі порогові значення, які дають можливість об'єднувати однією строчкою декілька строчок повної звітності.
Стаття 47 Директиви передбачає можливість для держав-членів надати компаніям право не оприлюднювати звітність в загальному порядку. В цьому випадку компанії зобов'язані забезпечити вільний доступ до звітності за місцем знаходження компанії, а копія звітності має надаватись безкоштовно на першу вимогу.

## Імплементація в Україні
Імплементуючи положення Першої і Четвертої Директиви, Україна не скористалась своїм правом надати невеликим господарським товариствам звільнення від обов'язку оприлюднювати фінансову звітність. Цей обов'язок у повному обсязі застосовується до всіх юридичних осіб (включаючи повні і командитні товариства), за винятком бюджетних установ. Оскільки розкриття інформації про компанії розглядається як противага обмеженій відповідальності, європейські директиви не вимагають від компаній, чия відповідальність є необмеженою, розкриття фінансової звітності. Саме тому положення Першої директиви поширюються лише на компанії з обмеженою відповідальністю (еквівалент акціонерних товариств, ТОВ, приватних підприємств в Україні) і не поширюються на товариства, відповідальність яких не обмежена (повні і командитні товариства).
Недивно, що жорсткість підходу до розголошення фінансової звітності компенсується в Україні відсутністю відповідальності за порушення цього обов'язку. Як роз'яснює Деркомпідприємництва у Листі від 16 березня 2007 р. № 1897 «застосування штрафних санкцій до суб'єктів господарювання (та/чи їх службових осіб), які не відзвітували перед державним реєстратором, … не встановлено». Комітет звертає увагу на статтю 164-2 Кодексу про адміністративні правопорушення, яка встановлює загальну відповідальність у вигляді штрафу від 8 до 15 неоподатковуваних мінімумів доходів громадян. Штраф накладається на винних посадових осіб компанії-порушника лише з ініціативи органу державної контрольно-ревізійної служби (ст. 234-1 Кодексу). Цим же Листом Держкомпідприємництво інформує, що Законом не встановлено механізм внесення державним реєстратором до реєстру відомостей про фінансову звітність. Відповідний порядок має бути розроблений Держкомпідприємництвом спільно з Держкомстатом. Станом на липень 2009 р. такий порядок розроблено не було.
Стаття 6 Першої директиви передбачає обов'язок держав-членів встановити санкції за нерозголошення компаніями фінансової звітності. Так, у Великій Британії санкціями є кримінальна, адміністративна (у вигляді штрафу) відповідальність директорів компанії і цивільна (також у вигляді штрафу) відповідальність компанії. Якщо директор компанії не виправив порушення, до нього застосовується штраф, який нараховується щодоби, поки порушення триває. Розмір штрафів, які стягуються з компанії-порушника становить від 150 до 1550 фунтів щодо приватних компаній (еквівалент ПрАТ, ТОВ і приватних підприємств в Україні) і від 750 до 7500 фунтів щодо публічних компаній (еквівалент ПАТ в Україні). Протягом 2005—2006 рр. у Британії було зібрано з компаній-порушників більше 1 млн фунтів у вигляді штрафів, однак рівень додержання вимог закону залишається високим — 95 % усіх британських компаній з обмеженою відповідальністю розкривають фінансову звітність вчасно. У разі якщо застосування усіх цих санкцій не призводить до виконання вимог Закону, зацікавлена особа, а також реєстратор може звернутися до суду з позовом до директора про усунення порушення. Невиконання рішення суду з цього питання вважається неповагою до суду, яка карається тюремним ув'язненням. В 1997 р. Євпропейський суд справедливості вирішив справу щодо права країни обмежити коло осіб, уповноважених порушити питання про стягнення штрафу з компанії-порушника. Суд постановив, що право звернутися до суду з вимогою про стягнення штрафу має будь-яка зацікавлена особа..
Закон України про бухгалтерський облік передбачає, що фінансова звітність підприємств не становить комерційної таємниці, не є конфіденційною інформацією та не належить до інформації з обмеженим доступом (ч. 2 ст. 14 [Архівовано 25 червня 2020 у Wayback Machine.]). Ці зміни були внесені на виконання Угоди про Асоціацію з ЄС. Таким чином, в Україні прямо передбачена необхідність розкриття фінансової звітності, однак на практиці ця норма закону не працює. Ряд аналітичних та антикорупційних організацій публічно вимагали відкриття фінзвітності у червні 2020 році. У лютому 2021 року спільнота OpenUp подала позови про відкриття фінзвітності проти Міністерства юстиції, Державної податкової служби та Держстату..

## Реєстраційні справи і розкриття статутів
Стаття 11.6 Закону встановлює обмежений режим доступу до документів, які містяться у реєстраційній справі юридичної особи (підприємця). Видавати копії документів з реєстраційної справи забороняється. До документів реєстраційної справи, з-поміж іншого, відносяться:
- документи, що подаються для проведення державної реєстрації юридичної особи, зокрема один екземпляр оригіналів установчих документів;
- документи, що подаються для проведення державної реєстрації змін до установчих документів, зокрема один екземпляр оригіналів змін до установчих документів та/або один екземпляр установчих документів у новій редакції.

Право доступу до документів, які знаходяться у відповідній реєстраційній справі, мають:
- засновники (учасники) юридичної особи (підприємця), а також уповноважені ними особи;
- особи, які згідно з відомостями, внесеними до Єдиного державного реєстру, мають право вчиняти юридичні дії від імені юридичної особи без довіреності,
- працівники контролюючих і правоохоронних органів на підставі відповідного письмового запиту, якщо такий запит подається у зв'язку із здійсненням ними повноважень, що визначені законом.

Статути і зміни до них названі у Першій директиві першими серед документів, розкриття яких зобов'язані забезпечити країни-члени (параграфи «а» і «б» статті 2.1.). В Україні, однак, установчі документи юридичних осіб залишаються недоступними для зацікавлених осіб. О. Кібенко характеризує це становище як «грубе» порушення вимог Першої директиви. Крім вимог Першої директиви, обмеження доступу до статуту товариств з обмеженою відповідальністю певною групою осіб порушує також вимоги статті 143.2 Цивільного кодексу України [Архівовано 1 вересня 2018 у Wayback Machine.], відповідно до якої статут будь-якого ТОВ зберігається реєстратором і є відкритим для ознайомлення.
Режим обмеженого доступу до інших документів реєстраційної справи є несумісним із статтею 3 Першої директиви, яка передбачає, що документи реєстраційної справи, на підставі яких реєстратор здійснює записи у реєстрі, повинні бути надані для ознайомлення або в копіях будь-якій зацікавленій особі.
Однак фахівці Державного департаменту з питань адаптації законодавства ігноруючи ці розбіжності, стверджують, що є повністю врахованими в національному законодавстві України положення статті 2 і 3 Першої директиви щодо ведення реєстраційних справ юридичних осіб і щодо переліку відомостей про товариство, які мають бути розкритими.
На відміну від інших компаній, публічне акціонерне товариство зобов'язане оприлюднювати на власній вебсторінці в мережі Інтернет свій статут, протоколи загальних зборів та інші документи, визначені статтею 78.3 Закону України «Про акціонерні товариства».

## Реєстратор
Функції реєстратора виконують за місцезнаходженням юридичної особи або за місцем проживання фізичної особи — підприємця реєстраційні служби районних, міських та міськрайонних управлінь юстиції.

## Публікація інформації
Публікація інформації, внесеної до реєстру, є вимогою Першої директиви. Імплементуючи цю вимогу, Закон передбачає, що відомості з реєстру підлягають публікації у спеціальному друкованому засобі масової інформації, яку здійснює реєстратор. Як повідомляє Держкомпідприємництва у Листі від 16.08.2004 р № 5530, такий спеціалізований друкований засіб масової інформації офіційно зареєстровано в Державному комітеті телебачення і радіомовлення України під назвою «Бюлетень державної реєстрації». Інформація, яка заноситься до реєстру, повинна бути опублікована в Бюлетені реєстратором протягом десяти робочих днів з моменту внесення відповідного запису до реєстру (ч. 18 ст. 22 Закону).
Для порівняння, у Британії ця вимога імплементована шляхом встановлення обов'язку Будинку Компаній публікувати в London Gazette повідомлень Будинку Компаній про прийняття документів, які підлягають опублікуванню відповідно до Першої директиви. Тобто публікуються не самі документи, а повідомлення про їх прийняття Будинком Компаній. Повідомлення має містити номер компанії, опис документу і дату прийняття документу. У цей час ці повідомлення публікуються в додатках до London Gazette і лише на мікрофішах. Публікація в електронному виданні не здійснюється.

## Плата за видачу витягу (довідки)
Базову інформацію з Єдиного державного реєстру юридичних осіб та фізичних осіб підприємців можна отримати безкоштовно на сайті [Архівовано 6 жовтня 2015 у Wayback Machine.] ДП «Інформаційно-ресурсний центр».
Детальніша інформація доступна у формі платного витягу або довідки з ЄДР. Плата встановлена наказом Державного комітету України з питань регуляторної політики та підприємництва від 20 жовтня 2005 року № 99 «Про розмір та порядок внесення плати, що справляється за одержання витягу та довідки з Єдиного державного реєстру юридичних осіб та фізичних осіб — підприємців» і становить:
за одержання витягу з реєстру — три неоподатковуваних мінімумів доходів громадян.
За кожен аркуш інформації на бланку встановленого зразка справляється плата у розмірі 20 відсотків одного неоподатковуваного мінімуму доходів громадян
Доплата за кожну сторінку витягу з реєстру на практиці означає, що отримання витягу може коштувати запитувачу двократного відвідування реєстратора і відділення банку, оскільки реєстратор не повідомляє кількість сторінок виписки без початкового внеску і не видає витягу без повної сплати вартості послуги. Також реєстратор не забезпечує можливості сплатити за його послуги он-лайн. Сплативши початковий внесок і дізнавшись кількість сторінок у витязі, запитувач має знову відвідати відділення банку, щоб доплатити за додаткові сторінки витягу, і з квитанцією про доплату знову звернутись до реєстратора. Банк надає послуги з здійснення платежів за плату, яка стягується за кожний платіж, і яка часто є вищою, ніж сама плата за отримання витягу. Отже, дійсна вартість отримання витягу з реєстру є принаймні в три рази вищою, ніж зазначено у наказі Держкомпідприємництва. До цього слід додати вартість праці з двократного відвідання офісу реєстратора і відділення банку. Однак слід зазначити, що послугу отримання витягу з Єдиного державного реєстру юридичних осіб та фізичних осіб-підприємців є можливість замовити у більшості нотаріусів, що у певних випадках дозволяє заощадити час та кошти.
за одержання довідки з реєстру — один неоподатковуваний мінімум доходів громадян.
Кошти, одержані за надання витягів та довідок з реєстру, вносяться на поточний рахунок державного підприємства «Інформаційно-ресурсний центр» Держпідприємництва України і спрямовуються виключно на відшкодування витрат, пов'язаних із веденням реєстру, але є свідоцтва корупції у їх використанні.
Для порівняння, одержання інформації про компанії у Великій Британії здійснюється в електронній формі. Оплата послуги здійснюється он-лайн. З тарифами на послуги реєстратора, the Company House, можна ознайомитись тут. Деяка інформація, (наприклад, реквізити компанії, база даних дискваліфікованих директорів, інформація про банкрутство, перелік застав майна компанії тощо) надається безкоштовно. Загальна інформація про компанію (a company record) надається за 1 фунт. Ця інформація включає реквізити компанії, імена секретаря і директорів, дати їх призначення їх адреси (які, як правило, збігаються з корпоративною адресою), детальна інформація про застави майна компанії, інформація про дати подачі фінансової звітності, про останню дату складання або зміни переліку акціонерів, перелік подій або документів, які компанія розкрила протягом останнього часу тощо. Оскільки доступ до документів реєстраційних справ у країнах Європейського Союзу є вільним, то більшість інформації із реєстру запитується у вигляді електронної копії документу. Завантаження одного документу коштує 1 фунт, а декількох документів у складі пакету, що не перевищує 50 документів, — 4 фунти. Пересилання зазначеного пакету поштою коштуватиме 20 фунтів. За посвідчення документів на паперовому носії стягується додаткова плата. Отже, отримати витяг із реєстру компаній Великої Британії можна за декілька хвилин, не відходячи від робочого місця незалежно від того, в якій країні світу воно знаходиться.

## Правовий статус події або документу, інформація про які включена (або не включена) до реєстру
Чи можуть треті сторони покладатись на корпоративні події, які відбулись, але ще не занесені до реєстру? Наприклад, рішення про включення особи до складу учасників товариства з обмеженою відповідальністю було ухвалено загальними зборами ТОВ, внесені відповідні зміни до статуту ТОВ, але змінена редакція статуту ще не зареєстрована державним реєстратором. З якого моменту така особа вважається учасником товариства? З моменту ухвалення рішення загальними зборами, або з моменту реєстрації статуту і внесення змін до реєстру?

## Три режими набуття чинності корпоративними подіями
Сучасна теорія корпоративного права України виділяє три режими набуття чинності корпоративними подіями:
1) Формальний. Режим охоплює корпоративні події, які набувають чинності лише після внесення інформації про них до реєстру. До таких подій відносяться: створення або припинення юридичної особи, набуття фізичною особою статусу підприємця або позбавлення її цього статусу (Статті 87.4 і 91.4 Цивільного кодексу).
2) Поступовий. Режим охоплює корпоративні події, які набувають чинності в різний час для різних осіб. До таких подій відноситься внесення змін до статуту (Стаття 89.5 Цивільного кодексу). Зміни до статуту набувають чинності для третіх осіб — з дня їх державної реєстрації. При цьому, треті особи, які були обізнані з змінами, можуть діяти з урахуванням цих змін і юридична особа або її учасники не мають права посилатись на відсутність реєстрації у відносинах з такими обізнаними третіми особами.
3) Декларативний. Режим охоплює корпоративні події, які набувають чинності незалежно від їх внесення до реєстру (наприклад, в момент ухвалення відповідного рішення), а реєстрація цих подій у реєстрі має лише декларативний ефект. (Стаття 4 Закону). До таких подій відноситься, наприклад, переобрання голови правління або директора товариства.. Декларативний режим застосовується щодо будь-яких подій, які не покриваються формальним і поступовим режимами. Однак якщо виникає спір із третіми особами, то компанія не може посилатися на події, що охоплюються декларативним режимом набрання чинності, якщо вони не були занесені до реєстру, крім випадків коли третя особа знала або могла знати про ці події (відомості) із іншого, крім реєстру, джерела (ст. 18.3 Закону).

## Недоліки режимів набуття чинності корпоративними подіями
Поступовий режим набуття чинності змінами до статуту на практиці може спровокувати виникнення проблем у разі, якщо реєстратор відмовить зареєструвати зміни після того як юридичною особою, її учасниками або третіми особами вже будуть вчинені дії з урахуванням цих змін. О Кібенко наводить приклади можливих дій: з урахуванням змін до статуту може бути обраний новий виконавчий орган товариства, яким буде укладено низку правочинів, прийняті або звільнені з роботи працівники. У разі відмови у реєстрації змін до статуту, юридична дійсність цих дій опиниться під загрозою. Отже, поступовий режим набуття чинності змінами містить великий потенціал для створення дестабільності в регулюванні корпоративних відносин.

## Відповідальність за нерозкриття інформації
Ані компанія, ані її посадові особи не несуть відповідальності за нерозкриття або несвоєчасне розкриття корпоративної інформації. Закон обмежується туманним посиланням на «відповідальність відповідно до закону», яку мають нести особи, винні у внесенні до установчих документів або інших документів, які подаються державному реєстратору, завідомо неправдивих відомостей, які підлягають внесенню до реєстру (ст. 53.4 Закона). Усі надані з цього приводу регулятором (Держкомпідприємництва) роз'яснення обмежуються тим, що повторюють положення зазначеної статті, але не поясняють змісту відповідальності і не називають закону, яким вона передбачена.
Для порівняння, стаття 1113(5) британського Закону про компанії 2006 р. передбачає кримінальну відповідальність директорів компаній за нерозкриття корпоративної інформації. Інший британський закон передбачає можливість дискваліфікації директора за це правопорушення.

## Дві теорії представництва компаній
Теорія представництва юридичної особи в Україні ґрунтується на поширеній у континентальній Європі концепції «органу» компанії (ст. 92 Цивільного кодексу) і мандатній теорії представництва компанії. В Україні органом, уповноваженим представляти господарські товариства, є виконавчий орган, який може складатись із однієї особи (наприклад, директора) або декількох осіб (наприклад, правління).
Мандатна теорія представництва ґрунтується на погляді, що компанія діє через агента і обсяг його повноважень обмежується його мандатом від компанії. Орган компанії є таким агентом, і його повноваження представляти компанію у відносинах із третіми особами може бути обмежене статутом або іншим внутрішнім документом компанії (зокрема, положенням про регіональну дирекцію компанії). До прийняття Першої директиви (тобто до кінця 60-х років минулого століття) в праві 5 із 6 країн Європейських Спільнот була (і досі є в Україні) презумпція, що треті особи є обізнаними про обмеження повноважень органу, який представляє компанію, якщо інформація про такі обмеження є публічною (наприклад, статут компанії оприлюднено у реєстрі). А відтак угоди укладені з перевищенням повноважень органу, який представляє компанію, вважались недійсними, за умови, однак, що ці обмеження були розкриті. Інша теорія, теорія корпоративного представництва, домінувала у Німеччині і виходила із того, що компанія діє безпосередньо через свої органи, які не стільки представляють її, скільки безпосередньо виражають її волю, і чиї повноваження з представництва можуть бути обмежені лише законом, а не самою компанією. У разі якщо компанія все ж таки встановлює додаткові обмеження, то вони поширюються лише на внутрішньокорпоративні відносини, а у відносинах із третіми особами є нечинними, за винятком випадків, коли треті особи знали, що орган, перевищуючи повноваження, зловживає ними і третя особа є свідомим співучасником у зловживанні (зловмисна згода сторін). Саме по собі знання третьої особи про обмеження повноважень органу компанії, що не випливає із закону, а встановлене самою компанією, не може бути використано проти третьої особи.

## Зіткнення теорій у Першій Директиві ЄС
Ст. 9 Першої Директиви, яка регулює питання корпоративного представництва, є здебільшого відтворенням німецької моделі: «Акти, вчинені органами компанії, є обов'язковими для неї …, за винятком випадків, коли такі акти прийняті з перевищенням повноважень, які відповідно до закону покладені або можуть бути покладені на такий орган. Обмеження повноважень органу компанії, які ґрунтуються на статуті або рішенні компетентного органу компанії, ніколи не можуть бути використані проти третіх осіб, навіть якщо інформацію про такі обмеження було розкрито».
Ця вимога Директиви імплементована у Великій Британії у статті 40 Закону про компанії 2006 р.: «У відносинах із третіми особами, які діють добросовісно, повноваження директорів компанії набувати від імені компанії цивільно-правові обов'язки (або уповноважувати інших осіб на це) вважаються такими, що є вільними від будь-яких обмежень, встановлених установчими документами компанії. При цьому: (b) треті особи:
- не зобов'язані запитувати інформацію щодо будь-яких обмежень повноважень директорів набувати від імені компанії цивільно-правові обов'язки (або уповноважувати інших осіб на це);
- вважаються такими, що діють добросовісно поки не доведене протилежне, і
- не вважаються такими, що діють недобросовісно лише тому, що вони знали, що директори діють із перевищенням повноважень, передбачених установчими документами компанії».[17]

## Застосування в Україні

### Обмеження, встановлені законом
На рівні закону є чимало обмежень повноважень виконавчого органу і юридична особа не вправі надати йому повноваження, які відповідно до закону покладаються або можуть бути покладені лише на інші органи.
До таких обмежень, зокрема, відносяться:
- вчинення значних правочинів — (ст. 70 Закону «Про акціонерні товариства»)
- вчинення правочинів, щодо яких у членів виконавчого або іншого органу товариства є заінтересованість — (ст. 71 Закону «Про акціонерні товариства»)
- вчинення деяких правочинів відносно окремих категорій майна казеними або державними підприємствами — (статті 75 і 77 Господарського кодексу України, ст. 11 Закону «Про заставу», ст. 12.4 Закону «Про приватизацію державного майна» тощо)
- вчинення деяких правочинів відносно окремих категорій майна акціонерними товариствами, щодо яких передбачається закріплення у державній власності пакетів акцій відповідно до Закону «Про Державну програму приватизації» — (п. 140 цього Закону)
- та інші.

Особливої уваги заслуговує питання вчинення правочинів товариством, в якому виконавчий орган є колегіальним.
Вчинення правочинів товариством, в якому виконавчий орган є колегіальним. У жовтні 2008 р. Верховний Суд поширив своє, досить несподіване для багатьох, бачення компетенції голови виконавчого органу товариств:
«У разі, якщо в статуті товариства передбачено, що його виконавчий орган діє у складі кількох осіб, а отже, голова правління не є самостійним органом управління, тому для набуття товариством цивільних прав і обов'язків він на підставі частини другої статті 99 та статті 161 ЦК повинен виносити відповідні питання на розгляд засідання правління чи загальних зборів акціонерів».
До цього висновку Верховний Суд дійшов після того, як впродовж 2006—2007 років Судова палата у господарських справах Верховного Суду і Вищий господарський суд розглянули декілька справ, в яких були визнані недійсними угоди, укладені від імені товариства головою його виконавчого органу без погодження із виконавчим органом.
- Справа ЗАТ «Лютіж» проти ТОВ «Аква-світ»[недоступне посилання з липня 2019][19] У цій справі голова правління ЗАТ «Лютіж» продав належне товариству нерухоме майно за ціною вдвічі нижчою його балансової вартості. Суд встановив, що голова правління не є самостійним органом управління, бо останній складається не з однієї, а кількох осіб, а тому для набуття товариством цивільних прав і обов'язків він повинен виносити відповідні питання на розгляд засідання правління чи загальних зборів акціонерів. Оскільки цього не було зроблено, Верховний Суд визнав договір недійсним.

Хоча Верховний Суд не коментував в своєму рішенні положення статуту ЗАТ «Лютіж», які відносяться до компетенції самого голови правління, цей аналіз [Архівовано 5 березня 2016 у Wayback Machine.] зробили суди нижчих інстанцій. Вони встановили, що статут, повторюючи положення закону, передбачає право голови правління «діяти без довіреності від імені товариства», а також «розпоряджатися майном і коштами товариства», «представляти товариство у відносинах з вітчизняними та зарубіжними юридичними особами та громадянами, укладати договори». Виходячи з цих положень статуту, усі попередні інстанції визнали за головою правління незалежну від самого правління компетенцію і дійшли до висновку, що голова правління діяв в межах цієї компетенції. Верховний Суд, однак, з цим не погодився.
- Справа Прокурор проти ТОВ «Луцькоздоббуд»[20] В цій справі Вищий господарський суд, не посилаючись на справу ЗАТ «Лютіж» проти ТОВ «Аква-Світ», повторив аргументи Верховного Суду у цій справі і визнав договір застави нерухомого майна недійсним. Особливістю цієї справи було те, що відповідач був створений у формі товариства з обмеженою відповідальністю, а не акціонерного товариства і його колегіальний виконавчий орган, дирекція, автоматично формувалась із числа осіб, які займали відповідні посади в товаристві — директора з юридичних питань, директора з економічних питань, головного бухгалтеру. Загальні збори товариства обирали лише генерального директора, тобто голову колегіального виконавчого органу, інші члени дирекції призначались генеральним директором, а отже були повністю залежними від нього особами. Статут відповідача у цій справі (так само як і статут ЗАТ «Лютіж») передбачав розподіл компетенції між дирекцією і її головою, при чому повноваження укладати договори від імені товариства були передані генеральному директору. На це, без успіху, посилався прокурор, вказуючи, що повноваження директора товариства на укладення договорів не обмежені і були перевірені нотаріусом при посвідченні договору застави.

Для того, щоб оцінити масштаб руйнівної дії рішень Верховного Суду, достатньо звернутись до зразкового статуту відкритого акціонерного товариства, затвердженого Державною комісією з цінних паперів та фондового ринку, на яку законодавством покладено завдання з методологічного забезпечення запровадження та розвитку загальноприйнятих принципів корпоративного управління. У цьому документі акціонерним товариствам рекомендується розділяти компетенцію з ухвалення рішень про укладання правочинів між правлінням і головою правління. До компетенції голови правління належить ухвалення рішення про укладення правочинів на суму, що не перевищує 10 % балансової вартості активів товариства. З огляду на те, що це є лише рекомендація, товариства вважали, що вони є вільними розподіляти компетенцію між правлінням і його головою на власний розсуд. Принциповим для них було питання самої можливості розподілу компетенції. Виходячи з цієї можливості були ухвалені десятки тисяч статутів товариств і укладені мільйони угод. На думку Верховного Суду, усі ці угоди є недійсними з моменту їх укладання.
Незлагодженість між ключовими державними органами України, які відповідають за зміст такого важливого принципу корпоративного управління, як делегування повноважень, вражає. Можливість спускати компетенцію з укладання угод на нижні рівні корпоративної ієрархії в літературі визнають необхідною передумовою існування ефективної правової системи в країні в цілому. В сучасному світі неможливо уявити собі жодну велику корпорацію, правління якої було б зобов'язане схвалювати кожну угоду, яка укладається від імені товариства. Пол Дейвіс зазначає, що робота правління будь-якої великої компанії була б позбавлена ефективності, якщо б замість того, щоб розробляти стратегію розвитку компанії і слідкувати за тим, як стратегічні плани впроваджуються у життя, правління гаяло би час за схваленням усіх укладених компанією правочинів. Однак, Верховний Суд України, ігноруючи позицію регулятора, вимагає від товариств саме цього. Правління великої корпорації не може делегувати повноваження з ухвалення рішень про укладання контрактів нижчому рівню корпоративної ієрархії. А відтак укладання контрактів від імені товариства будь-яким іншим органом або особою, крім правління, слід вважати навіть не перевищенням повноважень такої особи, а діями без повноважень.
Важливо, що ця вимога Суду існує поруч із поширеною практикою включення до реєстру лише голови колегіального органу як особи, яка має право «представляти компанію без довіреності і підписувати договори». Відтак слід розрізняти повноваження на «представництво без довіреності» і «підписання договорів» від повноваження на ухвалення «рішення про набуття цивільних прав і обов'язків». Голова правління хоча і має право представляти компанію без довіреності і підписувати від її імені договори, але не має права створювати цими діями обов'язки для компанії, яку представляє, без рішення правління. Оскільки на думку Верховного Суду обмеження повноважень голови колегіального органу товариства набувати обов'язки для товариства існує на рівні закону, треті особи позбавлені можливості посилатися на захист статті 92.3 Цивільного кодексу у разі, якщо голова правління діяв самостійно і не погоджував своїх дій із правлінням.
За таких умов втрачається цінність існування реєстру як джерела інформація про особу, яка уповноважена представляти товариство із колегіальним виконавчим органом управління і набувати своїми діями права та обов'язки для такого товариства. Більше того, ця інформація може спричинити лише шкоду, оскільки вона буде створювати у третьої особи помилкове уявлення про повноваження особи, включеної до реєстру.
Здається, що задача делегування повноважень з верхнього щабелю корпоративної ієрархії до нижчих щабелів може бути вирішена в Україні лише в межах інституту представництва. У правління товариства залишається можливість ухвалити рішення про видачу довіреностей на укладання правочинів конкретним посадовим особам. Парадоксально, але положення закону про те, що голова правління укладає угоди від імені товариства без довіреності, не звільнить голову правління від необхідності все ж таки отримати довіреність для укладання угод без погодження з правлінням. Область застосування правила «дій без довіреності» звужується до простого проставляння головою правління свого підпису під контрактом, укладеним правлінням.

### Обмеження, встановлені внутрішніми документами товариств
Україна не імплементувала положення Першої Директиви щодо неможливості використання проти третіх осіб обмежень, встановлених внутрішніми документами компанії (статутами, положеннями тощо) навіть і у тому разі, коли ці обмеження були відомі третій стороні. Натомість, згідно з законодавством України і практикою його застосування судами, перевищення органом компанії повноважень може бути використано проти третьої особи навіть і тоді, коли інформація про обмеження повноважень не була розкрита.
Презумпція обізнаності (Constructive notice). Стаття 92.3 Цивільного кодексу передбачає, що: «У відносинах із третіми особами обмеження повноважень щодо представництва юридичної особи не має юридичної сили, крім випадків, коли юридична особа знала чи за всіма обставинами не могла не знати про такі обмеження».
Ця норма Цивільного кодексу повинна була відтворити в Україні той правовий режим, який існував у Британії, країнах Європейських Спільнот (крім Німеччини) до прийняття Першої Директиви. Панівним на той час правилом було припущення про обізнаність третьої сторони із обмеженнями повноважень виконавчого органу, якщо (А) інформація про обмеження повноважень була розкрита у публічному реєстрі або (Б) якщо третя сторона була корпоративним інсайдером і отже не могла не знати про наявні обмеження. До корпоративних інсайдерів тоді, як і тепер, відноситься, директор товариства або його материнської компанії і будь-яка пов'язана із директором особа. Незалежно від того, чи дійсно третя особа отримала інформацію із реєстру, вона вважалась обізнаною із цією інформацією, оскільки існувало припущення, що третя особа повинна отримати витяг із реєстру перед укладанням правочинів.
Навіть ця застаріла для Європи концепція, яку в літературі називають «тріумфом формалізму над комерційною практикою» не знайшла свого втілення у вітчизняній доктрині і судовій практиці. Наявна в реєстрі інформація про обмеження повноважень не визнається виключним джерелом інформації про обмеження повноважень. Доктрина і судова практика взагалі не надають належної ваги інформації із реєстру. Натомість перевага надається закритим, а не публічним джерелам, зокрема, статуту і іншим внутрішнім документам компанії, які, як ми бачили, є інформацією з обмеженим режимом доступу.
Так, у коментарі до 92 статті Цивільного кодексу, підготовленому колективом авторів Київського національного університету, зазначається, що: «будь-яка третя особа „вважаються такою, що за всіма обставинами не могла не знати про такі обмеження, які можуть бути передбачені в статутних документах“». Висновок про обізнаність третьої особи із змістом статуту «виходить з того, що стандартне формулювання в договорі „в особі директора, який діє на підставі статуту“ означає обов'язок іншої сторони ознайомитись з статутом контрагента». Про публічне джерело розкриття інформації, тобто реєстр, в коментарі взагалі не згадується.
Звичайно, що це невипадково. Хоча науковці провідного навчального закладу країни не посилаються на судову практику, очевидно, що коментар підготовлено з урахуванням судової практики, яка склалася на момент написання коментарю. Звернення до судової практики надає безліч прикладів для такого висновку. У аналізованій нижче більш докладно справі ТОВ Сенс проти Інтерконтинетбанк та ін. [Архівовано 11 березня 2016 у Wayback Machine.] суд, вирішуючи справу про перевищення виконавчим органом його повноважень, звертається до узагальнюючого роз'яснення Вищого господарського суду
«Про деякі питання практики вирішення спорів, пов'язаних з визнанням угод недійсними», відповідно до якого: «припущення про те, що сторона, з якою укладено угоду, знала або повинна була знати про відсутність у представника юридичної особи або керівника її відособленого підрозділу повноважень на укладення угоди, ґрунтується на її обов'язку перевіряти такі повноваження».
Хоча ця конкретна справа не стосувалася повноважень «представників товариств і керівників їх відокремлених підрозділів», які діють на підставі довіреності, а стосувалась виконавчого органу товариства, голова якого відповідно до закону діє без довіреності, суд поширив це усталене правило судової практики на ситуації за участю виконавчого органу товариства. Суд в цій справі дійшов висновку про обов'язок третьої сторони ознайомитись саме із статутом контрагенту, а не випискою із реєстру, для встановлення обсягу повноважень голови виконавчого органу товариства, яке оспорювало угоду.
Коментарі і суди обходять увагою питання про те, яким саме чином сторона має реалізувати свій обов'язок ознайомитись із інформацією з обмеженим режимом доступу — статутом контрагенту. Оскільки законодавством обов'язок розкривати статут не передбачений, у третьої сторони часто не існує іншого вибору ніж відмовитись від угоди, якщо контрагент не надасть статут на вимогу. Звичайно, навіть і ця стратегія не завжди може бути ефективною. Втім, якщо контрагент проявить добру волю і статут буде наданий, жодних гарантій того, що цей статут враховує останні зміни третя сторона не має. У справі Підприємець проти Трускавець-Курортсервіс підприємець був ознайомлений із застарілою версією статуту контрагента. В подальшому контрагент зміг визнати недійсним договір про пайову участь у будівництві готельного комплексу з тієї підстави, що повноваження його керівника були обмежені новою редакцією статуту. Підприємцю вдалося довести факт своєї необізнаності із змінами, внесеними до статуту, лише на етапі касаційного оскарження судового рішення, яке на той момент вже набуло своєї руйнівної сили.
Презумпція обізнаності про обмеження повноважень органу контрагенту існує за фактичної відсутності можливості третьої сторони отримати доступ до того джерела інформації, за яким суди визнають найвагомішу доказову силу. Відтак правило про нікчемність обмежень повноважень щодо представництва юридичної особи у відносинах із третіми особами майже не знаходить в Україні свого практичного застосування. Винятки із цього сформованого практикою і підтриманого доктриною стану речей є нечисленними і концептуально необґрунтованими.
Несправедливість і нелогічність цього стану речей вражає. Суди допускають можливість для компанії обмежити повноваження її виконавчого органу шляхом внесення інформації про це до закритого для третіх осіб документу і ставлять майнові інтереси третіх осіб і комерційного обігу в цілому в залежність від волі того самого органу, повноваження якого обмежені. Не дивно, що через 40 років після ухвалення Першої Директиви, вищі судові інстанції в Україні займаються вирішенням спорів про визнання угод недійсними з підстав перевищення повноважень виконавчими органами товариств. Однак парадоксально, що діяльність судів здебільшого спрямована на збереження цієї вражаючої практики.

### Судова практика
В рамках фінансованого Європейським Союзом дослідження було здійснено емпіричний аналіз рішень Верховного Суду України і Вищого господарського суду України, ухвалених у 2006—2009 роках. Відібрані рішення були вивчені з метою з'ясування, в якій мірі вищі судові інстанції залучали для вирішення спорів деякі частково гармонізовані із правом ЄС положення законодавства України, направлені на захист інтересів третіх осіб, які вступають у цивільно-правові відносини із українськими компаніями. До цих положень, зокрема, були віднесені:
- положення статті 92.3 Цивільного кодексу: «У відносинах із третіми особами обмеження повноважень щодо представництва юридичної особи не має юридичної сили, крім випадків, коли юридична особа доведе, що третя особа знала чи за всіма обставинами не могла не знати про такі обмеження»
- положення статті 18.1 Закону: «Внесені до реєстру відомості вважаються достовірними і можуть бути використані у спорі з третьою особою, доки до них не внесено відповідних змін».

Дослідження констатує, що положення статті 18.1 Закону не були використані у жодній з 17 справ. Положення ст. 92.3 Цивільного кодексу були використані у 2 справах, в яких суд визнав юридичну силу оспорюваних угод. В інших 15-ті справах спірні угоди були визнані судом недійсними, при цьому суди у цих справах не перевіряли наявність у реєстрі інформації про обмеження повноважень осіб, дії яких оскаржувались, але натомість зосереджувались на аналізі положень статутів та інших внутрішніх документів компаній (державних відомств).
Нижче подаються короткі відомості про справи, на підставі яких було здійснено дослідження.

#### Справи, в яких визнано юридичну силу угод, укладених органом товариства з перевищенням повноважень
- Друга справа ВАТ «Харківська книжкова фабрика» проти торгового дому «Харківський шиферний завод» [Архівовано 13 березня 2016 у Wayback Machine.][32] Суд встановив, що обов'язок доведення обізнаності третьої сторони із обмеженнями повноважень органу товариства на укладання договору, лежить на самому товаристві, а не на третій особі. В цій справі товариство не доводило факту цієї обізнаності. За відсутності доказів обізнаності третьої особи, суд відхилив аргумент товариства про перевищення органом товариства його повноважень.
- Справа ТОВ «Чемпіонер» до ТОВ «Новий Дім» та ін. [Архівовано 13 березня 2016 у Wayback Machine.][33] У цій справі предметом оскарження були однакові за змістом угоди безвідсоткової позики, які були укладені із трьома контрагентами. Від імені товариства діяв голова виконавчого органу без отримання згоди зборів учасників товариства. Суд визнав юридичну силу 2 із 3 договорів з тієї підстави, що товариство не довело, що сторони за цими договорами були обізнані про обмеження повноважень виконавчого органу товариства. Третій договір було визнано недійсним з підстав доведеності обізнаності третьої сторони із обмеженнями повноважень директора контрагента.

В обох справах суди спирались на презумпцію необізнаності третьої особи про існування обмежень повноважень виконавчого органу товариства, і що обов'язок з доведення обізнаності лежить на товаристві, а не третій особі. Власне, усе, що товариства повинні були зробити для доведення обізнаності — це надати суду витяг із реєстру щодо наявних в ньому обмежень повноважень виконавчого органу товариства. Однак в обох справах суди констатували, що товариство не довело обізнаності. Втім, із рішень суду не вбачається, чи товариство взагалі намалагось довести обізнаність, чи суд вищої інстанції констатує факт недоведеності через те, що в матеріалах справи відсутні будь-які докази щодо цього. Автор цитованого коментаря до ст. 92.3 Цивільного кодексу вказувала, що обізнаність вважається доведеною, якщо у вступній частині договору зазначається, що особа, яка його укладає від імені товариства, діє на підставі статуту. Здається, що суди у наведених двох справах не розділяли цієї логіки. Але суди обійшли увагою питання про зміст інформації, яка була розкрита у реєстрі на час укладання товариствами спірних договорів. Суди зробили висновки про недоведеність обізнаності без аналізу цього питання. Отже, питання щодо засобів доказування обізнаності залишається відкритим: чи має інформація, яка розкрита у реєстрі, статус виключного доказу обізнаності або необізнаності третьої сторони? Чи існує у третій сторони окрім можливості отримати інформацію із реєстру, також обов'язок перевіряти положення статуту і внутрішніх документів контрагенту перед укладанням правочинів?
Інші розглянуті справи підводять до висновку, що суди, як правило, виходять із того, що такий обов'язок існує.

#### Справи, в яких спірні угоди визнані недійсними
Суди обґрунтовують недійсність угод на підставах, які можна об'єднати у дві категорії:
- порушень під час призначення особи на посаду голови виконавчого органу товариства або іншу посаду, уповноважену представляти юридичну особу;
- перебирання виконавчим органом повноважень, які покладені статутом на інший орган товариства (дії без повноважень), або які, відповідно до статуту, входять до спільної компетенції виконавчого і іншого органу товариства.

Ці підстави не є чимось унікальним для судової практики України. Вони завжди і скрізь користувались популярністю серед компаній, які бажали уникнути зобов'язуючої сили невигідних для них контрактів. Інтереси захисту економічної ініціативи диктували необхідність створення запобіжних механізмів для стримання деструктинвих намірів компаній, які намагались отримати переваги за рахунок третіх осіб. Такі запобіжні механізми були створені восьмою і дев'ятою статтями Першої Директиви ЄС. Конкретно, восьма стаття Директиви унеможливлювала посилання у відносинах із третіми сторонами на будь-які порушення під час призначення посадових осіб компаній, якщо інформація про їх призначення була публічно розкрита:
«З моменту завершення формальностей з розкриття інформації щодо осіб, які, як орган компанії, уповноважені представляти її, компанія втрачає можливість посилатися у відносинах із третіми сторонами на будь-які порушення при призначенні цих осіб, за винятком випадків, коли треті сторони знали про ці порушення».
Гармонізація цього правила не викликала особливих труднощів, оскільки в законодавстві країн-членів Спільнот відповідне правило налічувало багаторічну традицію його однакового застосування.
Найближчим аналогом цієї норми в законодавстві України є стаття 18.1 Закону, яка гарантує достовірний статус будь-якої інформації, включеної до реєстру, і захищає права третіх сторін, які добросовісно покладалися на цю інформацію. Як буде показано нижче, суди в Україні не застосовують цю норму при вирішенні спорів.
Дев'ята стаття Першої Директиви ЄС унеможливила посилання у відносинах із третіми особами на будь-які обмеження повноважень виконавчого органу компаній, навіть якщо треті особи знали про ці обмеження. Ця досить радикальна модель захисту інтересів ділового обігу застосовувалась у Німеччині, яка змогла поширити своє правило на інші країни Спільноти. В Україні це правило не імплементовано. Як зазначалось, стаття 92.3 Цивільного кодексу імплементує в законодавство України практику, яка склалась в п'яти інших країнах ЄС у 1960-х роках, тобто до ухвалення Директиви.
У справах, що наводяться нижче, суди не підтримують навіть цю помірковану модель. Суди підпорядковують інтереси стабільності обігу інтересам дотримання вимог закону і внутрішніх нормативних документів товариств. Обізнаність третьої сторони про зміст цих документів визнається несуттєвою, а відсутність обізнаності не захищає укладені за участю такої сторони правочини від руйнівних наслідків недійсності.
Розглянемо ці дві підстави недійсності договорів детальніше, із посиланням на матеріали судової практики в конкретних спорах. Там, де з відповідного питання суди надавали узагальнені роз'яснення, ми подивимось, чи дотримувались суди своїх же власних роз'яснень.
1. Порушення порядку призначення особи на посаду голови виконавчого органу товариства або іншого органу, уповноваженого представляти товариство внаслідок
А) визнання ретроактивної дії судового рішення, яке встановлює факт порушення:
- Справа Баштанська сільськогосподарська машинотехнологічна станція до ліквідаційної комісії ТОВ Христофорівське[35] Суд не визнав юридичної сили укладеного у липні 2005 р. договору купівлі-продажу, за яким покупець прибдав нерухоме майно у товариства, яке знаходилось в процесі ліквідації. Суд обґрунтував своє рішення тим, що ліквідатор товариства не мав повноважень на представництво товариства через те, що півтори роки після його обрання на цю посаду (і через 3 місяці після укладання оспорюваного договору) рішення товариства про припинення діяльності товариства і обрання ліквадатора головою ліквідаційної комісії було визнано судом недійсним.
- Перша справа ВАТ «Харківська книжкова фабрика» проти торгового дому «Харківський шиферний завод» [Архівовано 13 березня 2016 у Wayback Machine.][36] Суд погодився з позицією суду першої інстанції про визнання недійсним укладеного у листопаді 2004 р. договору про відчуження нерухомого майна з тієї підстави, що через декілька місяців після укладання оспорюваного договору голова правління продавця, який від імені продавця уклав договір, був відсторонений від виконання обов'язків, а ще через декілька місяців суд визнав його обрання на посаду голови правління незаконним. Суд постановив, що в цьому випадку стаття 92 Цивільного кодексу не застосовується, оскільки стаття встановлює наслідки обмежень повноважень представника юридичної особи, а у цій справі голова правління зовсім не мав повноважень внаслідок ретроактивної дії судового рішення, яким його обрання посаду було визнано незаконним. Справу було направлено на новий розгляд, результатом якого було протилежне рішення (див. Друга справа ВАТ «Харківська книжкова фабрика» проти торгового дому «Харківський шиферний завод» [Архівовано 13 березня 2016 у Wayback Machine.])

Після того як судді Верховного Суду не знайшли підстав для перегляду цих рішень у 2007 році, у 2008 році вони вирішили скерувати судову практику в інше русло. У 2008 році юридична громадськість побачила рішення у Другій справі ВАТ «Харківська книжкова фабрика» проти торгового дому «Харківський шиферний завод» [Архівовано 13 березня 2016 у Wayback Machine.] і постанову пленуму Верховного суду про практику розгляду корпоративних спорів, у п. 42 якої Верховний суд закликав до збереження стабільності майнового обороту і до врахування положень Першої директиви Європейських спільнот, на яких начебто ґрунтується стаття 92.3 Цивільного кодексу України. Ми бачили, що ця стаття зовсім не враховує надбань цієї Директиви і ґрунтується на європейській практиці, яка існувала до її ухвалення. Незважаючи на цю помилку Верховного Суду, його думка зрозуміла: Суд закликає не допускати тієї практики, повз якої він пройшов у 2007 році у двох зазначених вище справах, і не розглядати подальше скасування рішення про обрання голови виконавчого органу як підставу для визнання недійсними договорів, які були укладені протягом дії скасованого рішення.
Б) незавершення внутрішніх процедур, необхідних для набуття повноважень виконавчим органом товариства:
- Справа ТОВ Сенс проти Інтерконтинетбанку та ін. [Архівовано 11 березня 2016 у Wayback Machine.][37] Суд визнав недійсним договір про уступлення права вимоги, укладений у вересні 2005 р. між двома банками, з тієї підстави, з-поміж іншого, що голова правління Інтерконтинентбанку діяв без повноважень, оскільки голова правління банку (виконувач його обов'язки) набувають повноваження представляти банк у відносинах із третіми особами не з моменту ухвалення про це рішення повноважним органом банку, а після отримання згоди Національного банку на його призначення. Той факт, що голова правління, який уклав спірну угоду, отримав погодження Нацбанку після її укладання, суд вирішив таким, що не відноситься до суті справи. Іншою підставою визнання недійсним цього договору суд визнав перевищення особою, яка вважала себе головою правління банку, повноважень голови правління, оскільки відступлення боргу за оспроюварим договором було «операцією банку з одним контрагентом у розмірі, що перевищує 25 відсотків регулятивного капіталу банку». Для здійснення такої операції вимагається рішення правління або спостережної ради банку. Втім, як ми бачили, рішення правління вимагається в Україні для укладання будь-якої угоди.

B) обрання голови виконавчого органу способом, не передбаченим законом
- Справа ВАТ «Будмеханізація» проти ТОВ «Курортпрофбуд» [Архівовано 4 березня 2016 у Wayback Machine.][38] Суд визнав недійсним укладений у вересні 2005 р. біржовий договір купівлі-продажу транспортного засобу з підстав укладання угоди без повноважень особою, яка вважала себе головою колегіального виконавчого органу товариства. До цього висновку суди дійшли, встановивши, що директор товариства діяв на підставі контракту і загальні збори товариства не ухвалили рішення про обрання його на посаду. Суд вирішив, що обраний таким чином директор не може набувати цивільних прав і обов'язків для товариства.

2. Перевищення повноважень внаслідок невиконання процедур погодження правочинів, встановлених внутрішніми правилами юридичної особи:
2.1. Головою виконавчого органу товариства не отримано погодження від іншого органу товариства
- Справа Фонд державного майна проти ВАТ «Металобаза» та ін.[39] Суд визнав недійсним укладений в жовтні 2004 р. договір оренди майна ВАТ з тієї підстави, що виконавчий орган товариства перевищив свої повноваження, не отримавши погодження на розпорядження майном від загальних зборів товариства. На захист угоди товариство посилалось на те, що, по-перше, держава, як акціонер, який володіє більш ніж 67 % акцій, погодила укладання договору шляхом його схвалення представником Фонду у спостережній раді товариства. По-друге, що термін «розпорядження майном» охоплює операції, які тягнуть перехід права власності на майно, і не включає передачу майна у користування. Суд відхилив обидва аргументи. В іншій справі, однак, суд виходив із протилежної думки. Суд вирішив, що для цілей визначення повноважень виконавчого органу вимога статуту про погодження із загальними зборами «передачі майна» третій особі не поширюється на договори оренди, оскільки майно передається у користування, а не у власність.[40]
- Справа ТОВ «Чемпіонер» до ТОВ «Новий Дім» та ін. [Архівовано 13 березня 2016 у Wayback Machine.][41] Суд визнав недійсним укладений у червні 2005 р. договір про безвідсоткову фінансову допомогу з тієї підстави, що генеральний директор позикодавця не отримав погодження на укладання угоди від загальних зборів товариства і при цьому він був головою виконавчого органу обох компаній — позикодавця і позикоотримувача, а отже позикоотримувач знав про обмеження повноважень представника конртагенту. В аналогічній справі ТОВ «Руно-Агро» проти кооперативу «Світанок» [Архівовано 5 березня 2016 у Wayback Machine.][42] суд встановив наявність тих самих обставин: по-перше, непогодження директором всупереч положень статуту угоди з загальними зборами і, по-друге, займання особою посади директора в обидвох компаніях. Однак вирішив, що їх недостатньо для визнання угоди недійсною. Суд визнав за необхідне встановити факт зловмисної домовленості сторін і скасував судові рішення у двох попередніх інстанціях, направивши справу на повторний розгляд.

2.2 Керівником територіального підрозділу юридичної особи не отримано погодження від виконавчого органу юридичної особи:
- Справа Страхова група «ТАС» проти кооперативу «Хлібороб» [Архівовано 5 березня 2016 у Wayback Machine.][43] Суд визнав недійсними страхові поліси, укладені у травні 2007 р. між страховою компанією в особі голови її регіональної дирекції і страхувальником, з тієї підстави, що голова регіональної дирекції перевищив повноваження, встановлені положенням про регіональну дирекцію, уклавши поліси на суму, яка перевищує ліміт, встановлений положенням для регіональної дирекції.[44]
- Справа Банк Фамільний до Фінансової групи «Страхові традиції»[45] Суд визнав недійсним укладений у вересні і грудні 2005 р. договір страхування кредитів з тієї підстави, що директор обласної дирекції страховика перевищила надані їй положенням про дирекцію страховика повноваження, домовившись з банком при визначені страхового платежу про відхилення від затверджених головним офісом страховика тарифів; у виплаті страхового відшкодування банку відмовлено.

2.3 Керівником виконавчого органу юридичної особи, яка перебуває у процедурі банкрутства, не отримано погодження від розпорядника майна:
- Справа Комунальне підприємство «Міський водоканал» проти комунального підприємства «Управління водопровідно-каналізаційного господарства» та ін.[46] Суд визнав недійсним укладений у квітні 2005 р. договір переводу боргу Управління перед Херсоноблеренго на іншу особу — Міський водоканал з тієї підстави, що керівник Управління вийшов за межі своїх повноважень, уклавши договір без погодження із розпорядником майна, призначеним місяцем раніше у зв'язку із порушенням проти Управління справи про банкрутство. Суд визнав непереконливим той факт, що вимоги нового кредитора (тобто Міськводоканалу) до Управління були визнані розпорядником майна пізніше, в процедурі банкрутства.

2.4 Керівником державного підприємства не отримано погодження від органу, уповноваженого управляти державним майном
- Справа Приватний підприємець проти Державного підприємства «Дібрівський кінний завод»[47] Суд визнав недійсним укладений у січні 2005 р. договір про надання юридичних послуг з тієї підстави, що керівник державного підприємства вийшов за межі передбачених статутом повноважень. Відповідно до статуту, керівник не має права вступати в договірні відносини з юридичними та фізичними особами без погодження з Державним управлінням справами (засновником). Відсутність погодження договору засновником тягне визнання договору недійсним.

2.5 Керівником структурного підрозділу державного відомства не отримано погодження від відомства
- Справа Прокурор проти ТОВ «Кіммерія Сервіс» та ін. [Архівовано 13 березня 2016 у Wayback Machine.][48] Суд визнав недійсним укладений у лютому 2005 р. договір пайової участі будівництва житла для військовослужбовців з тієї підстави, що, з-поміж іншого, від імені Міністерства оборони договір укладено і в подальшому схвалено начальником Кримського управління капітального будівництва Міністерства оборони, а не самим Міністерством оборони, що є перевищенням повноважень начальника зазначеного управління. Відтак суд дійшов до висновку про укладення договору особою без необхідного обсягу цивільної дієздатності і про відсутність правових підстав для виникнення у інвестора права власності на 90 відсотків побудованого житла.[49]

В цих справах (за вилюченням справи ТОВ «Чемпіонер» проти ТОВ «Новий Дім» та ін.) суд взагалі не вивчав питання обізнаності третьої особи про наявність обмежень повноважень представника контрагента. Раніше ми бачили, що в 2 справах, в яких суди визнали юридичну силу спірних договорів, саме це питання було визнано ключовим юридичним фактом, на підставі якого суди відхилили вимоги про визнання угод недійсними. Не зважаючи на ці кричущі розбіжності, породжені практикою Вищого господарського суду, Верховний суд, перевіряючи клопотання конртагентів про перегляд справ в останній інстанції, не знайшов підстав для їх перегляду. Причина позиції Верховного Суду парадоксальна — недоведеність різного застосування Вищим господарським судом положень закону в цих та аналогічних справах.
У порівнянні з директивами ЄС та їх імплементацією у країнах Євросоюзу, наприклад, в Британії, ситуація в Україні виглядає протилежною:
- добросовісність третьої особи є несуттєвою для вирішення спорів про недійсність угод внаслідок перевищення повноважень органами контрагенту
- суди виходять з презумпції обізнаності про обмеження повноважень і не звертають уваги на дійсну обізнаність третьої сторони
- суди не надають суттєвої доказової ваги публічній інформації, включеній до реєстру, надаючи перевагу внутрішнім документам товариства
- йдучи всупереч з прямою вказівкою закону, суди часто не вимагають від товариств надання доказів того, що третя сторона була обізнана із обмеженнями повноважень виконавчого органу. Натомість суди презюмують обізнаність третьої сторони із змістом внутрішніх документів товариств, хоча вони, як правило, не є публічно доступною інформацією.

У питанні визнання угод недійсними з підстав перевищення виконавчим органом товариств повноважень судова практика керується не стільки законом, скільки створеною самими же судами паралельною системою неписаних норм, яка мало узгоджується чи взагалі не узгоджується із писаним і кодифікованим правом. Проте традиційний закид українським суддям у непослідовності в даному випадку не працює. Суди послідовно не довіряють діям менеджменту компаній і послідовно відмовляють у захисті інтересів третьої сторони, яка покладалась на завіряння, надані компанією (так званого reliance interest). Здається, що суди виходять із припущення, що домовленість менеджменту компаній і третьої сторони є недобросовісною змовою, направленою проти інтересів компанії. Відтак суди очікують від третьої сторони доказів вичерпання усіх засобів перевірки повноважень менеджменту. Як ми бачили, треті сторони активно проти цього припущення не заперечують. Відповідачі у справах майже не посилались на витяги із реєстру і на відсутність у реєстрі інформації про обмеження повноважень менеджменту. Суди і компанії мають взаємне розуміння слабої доказової сили будь-якого припущення про повноваження менеджменту, яке ґрунтується на публічній інформації. Можливо, суди виходять із того, що інформацію до реєстру заносить від імені компанії її менеджмент, а отже довіри що цієї інформації ані у судів, ані у третіх осіб немає.
Причину цього стану речей можна шукати у випередженні в розвитку українського законодавства про розкриття корпоративної інформації над законодавством про компанії в цілому. Тоді як перше досягло деякого ступеню «приблизної адекватності» із закріпленими у Першій Директиві ЄС стандартами розкриття і із правом, яке існувало у Європейських Спільнотах до моменту ухвалення Першої Директиви, друге залишається далеко позаду навіть тих стандартів корпоративного управління, які були в Європейських Спільнотах у 60-х роках минулого століття. На це відставання вказується і в літературі. А. Єфіменко з цього приводу зазначає, що корпоративне законодавство в Україні забезпечує «величезний рівень незалежності менеджерів від акціонерів … і консервує систему відносин, у якій керівництво акціонерних товариств, ухвалюючи управлінські рішення, зазвичай керується не інтересами товариства, а інтересами пов'язаних із менеджментом або контролюючими акціонерами юридичних осіб, на користь яких вилучається весь прибуток від діяльності АТ». Він також звертає увагу на те, що контролюючий акціонер досягає лояльності до нього менеджменту «переважним чином неправовими методами».
Незастосування судами при вирішенні спорів норм українського законодавства про наслідки перевищення менеджментом його повноважень і застосування підходів, які ґрунтуються на недовірі і підозрі, є нічим іншим, ніж судовою відповіддю на цей стан речей.

## Електронний реєстр
На цей час в Україні державне підприємство «Інформаційно-ресурсний центр [Архівовано 14 лютого 2022 у Wayback Machine.]» забезпечує доступ до реєстру через мережу інтернет.

## Додаткові способи розкриття інформації

### Вебсайт, бланки, рахунки, ділове листування
Розміщення інформації у реєстрі не є єдиним способом розкриття усієї або частини інформації, передбаченої статтею 17 Закону. Перша Директива (ст. 4) передбачає, що вебсайт компанії, бланки компанії для ділового листування, рахунки і інші подібні документи в паперовій або електронній формі повинні містити: інформацію про реєстратора, де зберігається реєстраційна справа компанії, реєстраційний номер і організаційно-правова форма компанії, розмір її статутного і сплаченого капіталу, зареєстроване місцезнаходження. У разі порушення процедури ліквідації компанії — факт того, що компанія ліквідується.